# Orontobryum
Orontobryum là một chi rêu trong họ Hylocomiaceae.